# Edwin's Badge of Honor
Edwin's Badge of Honor è un cortometraggio muto del 1913 diretto da Dell Henderson.

## Produzione
Il film fu prodotto dalla Biograph Company.

## Distribuzione
Distribuito dalla General Film Company, il film - un cortometraggio di 168,85 metri - uscì nelle sale cinematografiche USA il 1º settembre 1913.
Non si conoscono copie ancora esistenti della pellicola che viene considerata presumibilmente perduta.